# Max Tonetto
Max Tonetto (Trieste, provincia de Trieste, Italia, 18 de noviembre de 1974) es un exfutbolista italiano. Se desempeñaba en la posición de defensa.

## Selección nacional
Fue internacional con la selección de fútbol de Italia en 1 ocasión. Debutó el 2 de junio de 2007, en un encuentro ante la selección de las Islas Feroe que finalizó con marcador de 2-1 a favor de los italianos.

## Clubes
| Club                 | País   | Año       |
| -------------------- | ------ | --------- |
| San Giovanni Trieste | Italia | 1991-1992 |
| A. C. Reggiana       | Italia | 1992-1993 |
| Alma Juventus Fano   | Italia | 1993-1994 |
| Ravenna Calcio       | Italia | 1994-1995 |
| A. C. Reggiana       | Italia | 1995-1997 |
| Empoli F. C.         | Italia | 1997-1999 |
| A. C. Milan          | Italia | 1999-2000 |
| Bologna F. C.        | Italia | 2000      |
| U. S. Lecce          | Italia | 2000-2004 |
| U. C. Sampdoria      | Italia | 2004-2006 |
| A. S. Roma           | Italia | 2006-2010 |

## Palmarés

### Campeonatos nacionales
| Título              | Club       | País   | Año     |
| ------------------- | ---------- | ------ | ------- |
| Copa Italia         | A. S. Roma | Italia | 2006-07 |
| Supercopa de Italia | A. S. Roma | Italia | 2007    |
| Copa Italia         | A. S. Roma | Italia | 2007-08 |